# Özcan Kızıltan
Özcan Kızıltan (* 12. Juli 1959 in Istanbul) ist ein ehemaliger türkischer Fußballspieler und -trainer.

## Spielerkarriere
Özcan Kızıltan begann seine Karriere bei Mersin İdman Yurdu und unterschrieb bereits nach einer Saison beim Traditionsverein Fenerbahçe Istanbul. In seinem ersten Jahr bei den Blau-Gelben erhielt der Mittelfeldspieler wenig Einsatzzeit. Das änderte sich jedoch in der darauffolgenden Spielzeit. Er wurde zum Stammspieler und gewann mit Fenerbahçe die türkische Fußballmeisterschaft und türkischen Pokal.
Während der dritten Saison ändert sich nichts an seiner Rolle als Stammspieler, allerdings konnte die Mannschaft beide Titel nicht verteidigen. Er verließ überraschend den Verein und ging zum Ligakonkurrenten Sakaryaspor. In der Saison 1985/86 erlebte Kızıltan mit Sakaryaspor zum ersten Mal einen Abstieg aus der Süper Lig. Der Wiederaufstieg in der darauffolgenden Spielzeit gelang. Außerdem gewann er, in der Saison 1987/88, zum zweiten Mal in seiner Karriere den türkischen Fußballpokal.
Mit dem Erfolg im Pokal verließ er den Klub und spielte vier Jahre erneut für Mersin İdman Yurdu. Sein letztes Spiel machte er am 18. Oktober 1992.

## Trainerkarriere
Kızıltan wurde unmittelbar nach seinem Karriereende Co-Trainer bei Mersin İdman Yurdu, jedoch für kurze Zeit. Sein nächstes Engagement folgte im Jahr 2000 als Trainer in der Jugend von Fenerbahçe Istanbul. Nach drei Jahren wurde er an der Seite von Christoph Daum Co-Trainer. Es folgten Stationen als Co-Trainer bei Gençlerbirliği Ankara und Çaykur Rizespor.
Seine erste Station als Chef-Trainer war Turgutluspor. Es folgten: Tarsus İdman Yurdu, Bucaspor, Balıkesirspor und Sakaryaspor. Während der Saison 2009/10 übernahm er zum zweiten Mal den Trainerposten bei Bucaspor. Die Saison beendete er mit dem 2. Platz und erreicht somit den direkten Aufstieg in die Süper Lig. Es war sein erster Erfolg als Trainer. Er verließ nach dem Ende der Saison den Klub.
Zur Saison 2010/11 wurde er Trainer von Göztepe Izmir und schaffte es im ersten Jahr aus der 3. Liga in die 2. Liga aufzusteigen. Bei den Göztepe-Fans entstand eine große Euphorie, man träumte von der Rückkehr in die Süper Lig. Die Tabelle sagte etwas anderes, nach 16. Spieltagen war der Klub im unteren Tabellenbereich und man trennte sich von Özcan Kızıltan. Wenige Wochen nach seiner Entlassung wurde er Trainer bei Boluspor. Die Zusammenarbeit zwischen Trainer und Verein wurde nach sieben Spielen vorzeitig beendet.
Vor dem 8. Spieltag der Saison 2012/13 übernahm er beim Zweitligisten Kartalspor den Cheftrainerposten und ersetzte den zurückgetretenen Besim Durmuş. Nachdem Kızıltan bei Kartalspor die erhoffte Wende nicht erbringen konnte, wurde er Ende Januar 2013 entlassen.
Zum 1. März 2013 wurde er als Cheftrainer beim Drittligisten Yeni Malatyaspor vorgestellt.

## Erfolge

### Als Spieler
Fenerbahçe Istanbul
- Türkischer Fußballmeister: 1983
- Türkischer-Fußballpokal-Sieger: 1983

Sakaryaspor
- Aufstieg in die Süper Lig (Saison 1986/87)
- Türkischer Fußballpokal-Sieger: 1988

### Als Trainer
Bucaspor
- Aufstieg in die Süper Lig (Saison 2009/10)

Göztepe Izmir
- Aufstieg in die 2. Liga (Saison 2010/11)